# Claudiu Juncănaru
Claudiu Florin Juncănaru (sinh ngày 18 tháng 2 năm 1996) là một cầu thủ bóng đá người România thi đấu ở vị trí tiền vệ cho CSM Roman theo dạng cho mượn từ Botoșani.